# Io, Daniel Blake
Io, Daniel Blake (I, Daniel Blake) è un film del 2016 diretto da Ken Loach vincitore della Palma d'oro al Festival di Cannes 2016.

## Trama
Il vedovo 59enne Daniel Blake ha lavorato come falegname a Newcastle upon Tyne, nel nord-est dell'Inghilterra, per la maggior parte della sua vita. Ora però, in seguito a un infarto, per la prima volta in vita sua ha bisogno di un aiuto da parte dello Stato. Il destino di Daniel si incrocia con quello di Katie, madre single di due bambini, Daisy e Dylan, appena trasferiti a Newcastle da Londra, dove vivevano in una monocamera in un ostello per senza tetto.
Katie cerca un lavoro come addetta alle pulizie e aspira anche a riprendere gli studi; nel frattempo è costretta a mangiare pochissimo, non avendo a disposizione molto denaro. Daniel la aiuta con dei piccoli lavori nell'abitazione che le è stata assegnata; nel mentre, è alle prese con la richiesta di disoccupazione, via internet, e con una chiamata per il ricorso dell'indennità per malattia. 
Daniel si trova bloccato, senza alcuna fonte di reddito, fra il medico che gli vieta di tornare a lavorare, l'attesa di indennità per malattia in seguito all'infarto e la ricerca di un lavoro per avere il sussidio di disoccupazione. Per chi non è in grado di lavorare, le nuove regole impongono la compilazione di un anaffettivo questionario sulle proprie capacità fisiche, in base al quale viene valutata l'idoneità al lavoro. Il questionario pone domande ottuse sulla mobilità delle braccia o delle gambe e Daniel cerca invano di spiegare all'impiegata che il suo problema è il cuore. 
Intanto aiuta la famiglia di Katie portandola alla banca del cibo, dove però Katie ha un crollo e apre una scatola di fagioli, iniziando a mangiare, per poi scoppiare a piangere travolta dalla vergogna.
Una telefonata informa Daniel di essere stato dichiarato abile al lavoro, quindi non ha diritto all'indennità per malattia. Deve però rinunciare a un lavoro per cui aveva lasciato il curriculum, visto il divieto del medico a lavorare: insomma ha molte difficoltà ad adeguarsi a questo sistema paradossale e grottesco.
Katie nel frattempo viene scoperta a rubare in un negozio di generi alimentari, ma il direttore la lascia andare. Una guardia però, la trattiene e le consegna il suo numero, dicendole di chiamarlo in caso di necessità.
Daniel nel frattempo si vede negato il sussidio ancora una volta e viene sanzionato per 4 settimane vista l'insufficienza dei suoi sforzi nel cercare lavoro. È così costretto a vendere molti dei suoi mobili per tirare avanti. Katie, alla richiesta della figlia di un nuovo paio di scarpe, contatta Ivan, la guardia del negozio. Dan, venutolo a sapere, va a cercarla direttamente in una casa d'appuntamenti e cerca di tirarla fuori da lì, ma lei ammette di non avere al momento altro modo di dare da mangiare ai suoi figli.
All'ennesimo incontro al centro per l'impiego, Daniel decide di dare un ultimatum alla riconsiderazione, seppure questo lo privi di ogni reddito e sussistenza. Decide di farsi fissare una data per il ricorso, e scrive con la vernice spray sul muro del Job Center "Io, Daniel Blake, esigo una data per il mio ricorso prima di morire di fame". Così facendo si guadagna la simpatia dei passanti, ma un ammonimento dalla polizia. In attesa della data del processo di ricorso si rinchiude in casa, ma Daisy lo va a trovare, forzandolo ad uscire.
Il giorno del processo, Dan, che sarà giudicato da un medico e un giudice, va in compagnia di Katie a parlare con l'avvocato, che gli espone la grande possibilità di vittoria. Poco prima dell'inizio del processo, Daniel va in bagno ma lì ha un malore al cuore e muore.
Al funerale, Katie legge un discorso scritto a matita da Dan stesso (che avrebbe voluto leggere al processo), in cui chiede solamente l'assistenza dovuta dallo stato a lui, cittadino che ha sempre pagato le tasse e che ha sempre lavorato, e in cui denuncia la labirintica burocrazia delle politiche per il Welfare nella moderna Gran Bretagna.

## Produzione
Presentando nel 2014 a Cannes il suo Jimmy's Hall - Una storia d'amore e libertà, il regista Ken Loach annunciò il suo addio al cinema, ma alla soglia degli ottant'anni di vita decise che «ci sono ancora tante storie e personaggi da raccontare». Durante la preparazione del film, Loach aveva condotto ricerche per sei mesi, assieme allo sceneggiatore Paul Laverty, nei centri per l'impiego, rendendosi conto che il sistema era inefficiente di proposito: si trattava in molti casi di costringere le persone a cercare un lavoro che non avrebbero comunque potuto accettare. L'obiettivo era di esasperarle e costringerle ad abbandonare il sistema di assistenza sociale.
Il film è stato prodotto dalla Sixteen Films, Why Not Productions, e Wild Bunch, con la collaborazione della BBC e della BFI. Le scene sono state girate completamente nel Regno Unito, e più precisamente gli interni a Londra, gli esterni a Newcastle upon Tyne. Anche con questo film, Loach ha girato seguendo la cronologia del racconto, senza rivelare in anticipo agli attori cosa succede al personaggio che interpretano e stimolando l'improvvisazione.

## Distribuzione
Il film è stato distribuito in Francia il 13 maggio 2016 al Festival di Cannes con il nome Moi, Daniel Blake, e il 26 ottobre nelle sale cinematografiche del paese dalla Le Pacte; in Italia il 21 ottobre, e nei Paesi Bassi il 24 novembre dalla Cinéart, come Én, Daniel Blake.

## Riconoscimenti
- 2017 - British Academy Film Award
  - Miglior film britannico
  - Candidatura per il Miglior film
  - Candidatura per il Miglior regista a Ken Loach
  - Candidatura per la Miglior attrice non protagonista a Hayley Squires
  - Candidatura per la Migliore sceneggiatura originale a Paul Laverty
- 2016 - Festival di Cannes
  - Palma d'oro per il miglior film
- 2016 - Festival del film Locarno
  - Premio del pubblico
- 2016 - Festival internazionale del cinema di San Sebastián
  - Premio del pubblico al miglior film
- 2016 - Vancouver International Film Festival
  - Most Popular International Feature
- 2016 - British Independent Film Awards
  - Miglior attore a Dave Johns
  - Miglior esordiente a Hayley Squires
  - Candidatura al Miglior film
  - Candidatura al Miglior regista a Ken Loach
  - Candidatura alla Miglior attrice a Hayley Squires
  - Candidatura al Miglior esordiente a Dave Johns
  - Candidatura alla Miglior sceneggiatura a Paul Laverty
- 2017 - Premio César
  - Premio César per il miglior film straniero
- 2017 - Premio David di Donatello
  - David di Donatello per il miglior film dell'Unione europea